# Rachael Karker
Rachael Karker, née le 9 septembre 1997, est une skieuse acrobatique canadienne spécialiste de half-pipe. Elle est médaillée de bronze en half-pipe lors des Jeux olympiques de 2022 à Pékin.

## Carrière
Lors des Jeux olympiques d'hiver de 2022, elle remporte la médaille de bronze du half-pipe derrière Gu Ailing et Cassie Sharpe.

## Palmarès

### Jeux olympiques
| Épreuve / Édition | Half-pipe                           |
| JO 2022 Pékin     | Médaille de bronze, Jeux olympiques |

### Championnats du monde
| Épreuve / Édition       | half-pipe |
| Mondiaux 2023 Bakuriani | Bronze    |

### Coupe du monde
- 1 petit globe de cristal :
  - Vainqueur du classement half-pipe en 2023.
  - (Vainqueur du classement half-pipe en 2021 sans petit globe de cristal décerné avec seulement une épreuve).
- 16 podiums dont 2 victoires.

| Saison / Épreuve | Half-pipe       |
| ---------------- | --------------- |
| 2020-2021        | Aspen           |
| 2022-2023        | Copper Mountain |